# Rudolf Deyl starszy
 Rudolf Deyl starszy  (ur. 6 kwietnia 1876 w Pradze, zm. 16 kwietnia 1972 tamże) – czeski aktor; ojciec Rudolfa Deyla młodszego.

## Biogram
Grał w wielu grupach teatralnych. Aktorstwo studiował w Ottowie szkole dramatycznej w Wiedniu.
W latach 1898–1902 występował w Lublanie i Zagrzebiu, 1902–1905 w zespole  Vendelína Budila w Pilźnie oraz 1905–1942 w praskim Teatru Narodowym (w dalszym ciągu tutaj gościnnie).
Przejawiał także zainteresowanie działalnością pedagogiczną i organizacyjną (1922–1934 prezes Centralnej Jednoty Aktorstwa Czeskiego).
Przy tworzeniu swych postaci koncentrował uwagę zwłaszcza na mowę (Cyrano de Bergerac E. Rostanda, 1920; role szekspirowskie). Później występował w repertuarze konwersacyjnym i nowoczesnym (Oscar Wilde, Henrik Ibsen, George Bernard Shaw, Karel Čapek).
Zagrał wiele ról w filmie niemym, w dźwiękowym już mniej.
Autor wspomnień teatralnych (Jak jsem je znal, 1937; Sláva – tráva, 1938; Milován a nenáviděn, o Vendelínie Budilowie, 1941; Vojan zblízka, 1953; O čem vím já, o Jaroslavie Kvapilu, 1971; Vavříny s trny, 1973), powieści ze środowiska teatralnego Kruhy na vodě (1940) i monografii Písničkář Karel Hašler (1968).

## Filmografia
- Stavitel chrámu (1919)
- Rzeka (Řeka, 1933)
- Milan Rastislav Štefánik (1935)
- Jak wielbłąd przez ucho igielne (Velbloud uchem jehly, 1937)
- Advokátka Věra (1937)
- Biała zaraza (Bílá nemoc, 1937)
- Pán a sluha (1938)
- Ryba na sucho (Ryba na suchu, 1942)
- Błysk przed świtem (Posel úsvitu, 1951)
- Sobór w Konstancji (Jan Hus, 1951)
- Strakonický dudák (1955)
- Jak to začalo (1968)

## Nagrody i odznaczenia
- Order pracy (1953)
- Artysta narodowy (1968)[1]